# HK 79
 (octobre 2018).
Si vous disposez d'ouvrages ou d'articles de référence ou si vous connaissez des sites web de qualité traitant du thème abordé ici, merci de compléter l'article en donnant les références utiles à sa vérifiabilité et en les liant à la section « Notes et références ».
Le HK 79 est un lance-grenades mono-coup de 40 mm conçu pour être monté sous le garde-main d'un fusil d'assaut.

## Historique
Fabriqué par Heckler & Koch à partir de 1964, il est initialement conçu pour être monté sur le fusil HK G3 pour créer le HK G3 TGS mais il sera ensuite adapté aux HK 33 (HK 33 TGS) et HK G41 (HK G41 TGS).